# آن ماري سلوتر
آن ماري سلوتر (بالإنجليزية: Anne-Marie Slaughter) (و. 1958 – م) هي محاماة، وأستاذة جامعية، ومحامية من الولايات المتحدة الأمريكية .

## التعليم
تعلمت في جامعة برنستون، وكلية هارفارد للحقوق.

## مناصب وهيئات
أدارت جامعة برنستون، وجامعة هارفارد.